# Edosa haplodora
Edosa haplodora är en fjärilsart som beskrevs av Edward Meyrick 1917. Edosa haplodora ingår i släktet Edosa och familjen äkta malar. Inga underarter finns listade i Catalogue of Life.